# Citoyen (1764)
Il Citoyen fu un vascello di linea francese da 74 cannoni che prestò servizio nella Marine royale dal 1764 al 1791.

## Storia
Il vascello da 74 cannoni Citoyen fu costruito  per la Marine royale, su progetto di Joseph Louis Ollivier, presso il cantiere navale di Brest. La nave venne ordinata nel maggio 1757, impostata con il nome di Cimeterre nel luglio 1761 e ribattezzata Citoyen il 20 gennaio 1762. Dopo un tentativo di varo fallito il 10 agosto 1764, quando si fermò sullo scalo, l'unità venne infine messa a galla 17 giorni dopo ed entrò in servizio nel luglio dello stesso anno. Si trattava di nave di linea a due ponti armata con 28 cannoni da 36 libbre sul ponte inferiore, 30 cannoni da 18 sul ponte medio, e 16 cannoni da 8 sul castello di prua e sul cassero. Il rapporto abituale su tutti i tipi di navi da guerra nel XVIII secolo era in media di 10 uomini per cannone, indipendentemente dalla funzione di ciascuna persona a bordo. Questa forza lavoro regolamentare poteva tuttavia variare notevolmente in caso di epidemia, perdite in combattimento, diserzione o mancanza di marinai all'imbarco. L'equipaggio era compreso tra 715 + 15 ufficiali in tempo di guerra o 650 + 12 ufficiali in tempo di pace. 
Nel corso della guerra d'indipendenza americana il 17 aprile 1780 partecipò alla battaglia di Martinica al comando del capitano di vascello Armand Claude Poute de Nieuil.
Nel 1781, al comando di Alexandre de Thy, venne integrato nella squadra navale dell'ammiraglio François Joseph Paul de Grasse e il 29 aprile di quell'anno prese parte alla battaglia di Fort Royal. Il 24 agosto 1781, insieme al Glorieux, il catturò lo sloop Cormorant al largo di Charleston. Partecipò poi alla battaglia di Chesapeake il  5 settembre 1781, a quella di Saint-Kitts il 25 e 26 gennaio 1782 e alla battaglia delle Saintes il 12 aprile 1782.
Nel 1783, al suo rientro in Francia fu messo fuori servizio e venne demolito nel 1791.

### Fonti
1. 1 2 3 4 5 6 7  Roche 2005, p. 116.
2. ↑  Aghqc.
3. 1 2 3 4 5  Three Decks.
4. ↑  Acerra, Zysberg 1997, p. 220.
5. ↑  Vergé-Franceschi 2002, p. 105.
6. ↑  Contenson 1934, p. 235.
7. ↑  Troude 1867, p. 71.
8. ↑  Lacour-Gayet  1910, p. 648.